# 森林王子 少年毛克利
《森林王子 少年毛克利》，又譯《森林小泰山》為東京電視台播映的日本動畫公司製作的日本電視動畫作品，自1989年10月9日播至次年1990年10月29日，全52話。
改編自英國作家魯德亞德·吉卜林的作品The Jungle Book（中譯：叢林奇譚或叢林之書）。

## 作品概要
- 故事的舞台是在20世紀初的印度，主角是由狼養育而成長的故事。從1989年10月9日開始，作為東京電視台的動畫節目。在這之前有著華特·迪士尼等人改編自同名作的動畫，不過本作品與其他的森林王子有著很大的差異性。那是在主角也就是這少年毛克利的成長以全52話的方式詳加描述。他並沒有對狼產生任何疑問，只是一位的想成為狼而努力的毛克利。在不久後得知人類的存在，才慢慢的開始對自己是不是人的疑問而煩惱著。那樣少年的心的糾紛被細心的描寫著。但是受到「魔法使莎莉」（朝日電視台）等的強而有力的競爭節目，在播出當時收視率停滯不前而懊惱著，當初原本預定只播出2季就要結束。但是贊助商住友電氣工業的企業用廣告為了本作品的評價，一直播映到預訂外的第三季為止。
- 本作品在台灣播映時把片名給譯成《森林小泰山》，使用的英文標題是（Tarzan Forest Small），但其標題裡的「Tarzan」（泰山）嚴格來說在原產地是有著作權，那不能隨便使用，因為「Tarzan」實際為另一個故事性質與這類似的《人猿泰山》（Tarzan of the apes）裡的主角「泰山」的原文名字。創作「人猿泰山」的作者愛德加·萊斯·巴勒斯亦是受到本作品的原作吉卜林的影響所創造出其故事來。但是有著作權的「泰山」在華人地區卻不斷的濫用，在香港亦把《森林王子》給譯成《小泰山》，實際上這會與巴勒斯的《人猿泰山》混淆，因為兩作品的主角生活性質十分相似。本作品其實與「泰山」無關，本故事的主角名為「毛克利」，雖然與名為「泰山」的成長背景相似都是失去人類雙親後由森林裡的動物撫養長大，但是畢竟不是同一部作品。此外迪士尼公司分別在1967年推出本原作改編的森林王子，此後「森林王子」就成為「毛克利」的代稱，而在1999年也推出了巴勒斯的原作「人猿泰山」改編的泰山。

## 故事概述
作為學者夫婦有一個年幼的兒子毛克利，在他嬰兒時他被帶到印度內地的西奧尼森林裡，但當他一人好奇而進入森林的內部時卻因此迷了路，他的親生父母去找他途中卻遇到事故意外身亡。毛克利他被猙獰而覬覦的老虎謝爾汗盯上，並且遭到襲擊，但他卻被溫柔的熊巴魯幫助而平安逃離。然而在失去雙親的毛克利，他被狼的英雄亞歷山大和其妻子露莉所保護並養育著，從那之後他這人類的孩子就被狼所養育。巴魯和對人類熟悉的黑豹巴吉拉的強力推薦下，被成群結隊的動物夥伴們承認了毛克利是他們的朋友，然後他就在這健壯的成長。森林裡的動物夥伴們都很支持者他，讓他學會用獠牙和爪子做出的迴旋鏢，來努力的練習來使用它來狩獵。然而想成為狼努力奮鬥的毛克利，在不久後，迎面而來的是與他同族的人類們，他和他們有著命運的邂逅。這是以吉卜林的著名原作為基礎所做的動畫。

## 登場人物

### 毛克利的家人
毛克利（Mowgli，配音員：高乃麗）
在襁褓時期他的親生父母把他帶到英屬印度的西奧尼森林裡研究時，因為一個意外的事故失去了他們，所以他被住在森林裡的狼一族的亞歷山大帶回去領養，並被森林裡的動物細心養育而成長成一位少年。他個性開朗也很頑皮，在得知自己並不屬於狼時讓他變得十分懊惱。然後在對梅蘇亞抱持著愛慕的心情後，不久後他就和梅蘇亞一起回到人類世界居住。
毛克利的父親（Mowgli's Father，配音員：池水通洋）
毛克利的親生父親，是個做研究的學者。在研究時和妻子把襁褓中的毛克利留在帳篷中，但他們沒想到毛克利被森林的動物吸引，離開了帳篷不見了，他和妻子在尋找毛克利的時候，不慎在懸崖邊被黑豹巴吉拉嚇到，一個不小心從懸崖上雙雙摔落而死。
毛克利的母親（Mowgli's Mother，配音員：宗形智子）
毛克利的親生母親，和丈夫一樣是個做研究的學者。在研究時和丈夫把襁褓中的毛克利留在帳篷中，但他們沒想到毛克利被森林的動物吸引，離開了帳篷不見了，她和丈夫在尋找毛克利的時候，不慎在懸崖邊被黑豹巴吉拉嚇到，一個不小心從懸崖上雙雙摔落而死。
亞歷山大（Alexander，配音員：池田勝）
狼一族的英雄，阿克魯與蘇拉的父親，露莉的丈夫。他是毛克利的養父，不過卻很討厭爭鬥，也迴避與法利米昂爭奪領導者。為了守護毛克利，卻在與謝爾汗戰鬥時死亡。死前把毛克利託付給巴吉拉。
露莉（Luri，配音員：橫尾麻里）
狼一族的英雄，阿克魯與蘇拉的母親，亞歷山大的妻子。她是毛克利的養母，卻比人類多一倍的力量養育兒子毛克利還有阿克魯與蘇拉，讓他們茁壯成長，是個有時嚴厲有時溫柔守護的母親，最後她成為狼一族的領導人。原作裡她的名字是拉克莎（Raksha）。
阿克魯（Akru，配音員：松岡洋子）
亞歷山大與露莉的親生兒子，與毛克利一起像親兄弟一樣的長大。在個性方面的感情比較暴躁，與蘇拉相反。他與母親露莉和巴吉拉他們一樣，對於毛克利與狼一族的事情並沒有產生懷疑。
蘇拉（Sura，配音員：中原茂）
亞歷山大與露莉的親生兒子，與毛克利一起像親兄弟一樣的長大。在個性方面比較認真又深思熟慮，與阿克魯相反。他與母親露莉和巴吉拉他們一樣，對於毛克利與狼一族的事情並沒有產生懷疑。

### 毛克利的朋友
巴魯（Baloo，配音員：銀河萬丈、孩童時期：南杏子）
住在森林裡的一隻深藍色的熊，是毛克利的朋友。非常喜歡不畏懼的毛克利，他在亞歷山大死後，教育毛克利他們。雖然有著巨大的身體可是他卻有著寬宏大量的個性。在孩童時期，因為沒有聽從母親說的森林法則而讓家族成員死去。在那之後，對於法則就感到非常的重要，他也是教導狼的孩子們的老師。
巴吉拉（Bagheera，配音員：石丸博也）
與巴魯一起教導毛克利的黑豹，是毛克利的朋友。以前他被一個英國家庭的人類少女琳達撫養，所以對於人類的知識有著相當豐富的知識。有著優柔寡斷的個性，比誰都愛毛克利與森林的和平。毛克利到人類的村子時，和他一起出森林。毛克利的親生父母，是被他不小心給害死了，對於毛克利可能還存有著無比的內疚。
卡亞（Kaa，配音員：山田俊司）
住在西奧尼森林裡非常睿智的大蛇，是毛克利的朋友。最初見到毛克利時他被毛克利對他的舉動給嚇到了，不過卻開始喜歡上他了。他有著無數的經驗，並成為毛克利他們的救命船，還幾次擔任毛克利的老師。
拉拉（Lala，配音員：折笠愛）
法米利昂的女兒，也是狼一族的長老阿克拉的孫女。有著好勝的個性，一開始無法接受長相他們相異的毛克利，所以時常和毛克利他們吵架，但在之後隨著時間成長，而變得喜歡毛克利了。在故事後半部與蘇拉一起組家庭，並生了兩隻幼狼。
奇奇（Kichi，配音員：伊藤美紀）
毛克利的小熊貓朋友。他的父母被人類殺害。當毛克利指責他造成的麻煩和討厭外人，而他經歷了一段艱苦的時期來接受新人群，不過一開始他就做錯了，讓他已經變成局外人了。但當他與毛克利一起工作時，他們的友誼將受到考驗。

### 毛克利的敵人
謝爾汗（Shere Khan，配音員：笹岡繁藏）
毛克利的宿敵老虎，是本故事中最主要的反叛，個性殘酷又狡猾。對於森林法則「不可以襲擊人類和家畜」，但他根本不屑一顧，所有森林法則禁止做的事情，他幾乎都做過了。不過他遇到大象哈蒂時，他才會住手。他腿上的傷是在與亞歷山大戰鬥的時候弄傷的，後來他又受了其他大大小小的傷，大部分都是攻擊毛克利的時候被毛克利弄傷的。在毛克利年幼時他就盯上毛克利，最後他也被毛克利殺死了。
塔巴奎（Tabaqui，配音員：二又一成）
謝爾汗的部下，他是一隻笨拙條紋土狼。他幾乎沒有任何主見的可取之處，他惡名昭彰的有懶惰、貪婪、無能、縱容、愚蠢、懦弱和說閒話。在之後他和其他土狼見證了毛克利與謝爾汗的再次對決，謝爾汗的死亡，另外還有兩隻土狼被水牛撞出致命傷而死。
路易（Louis）
他是猴子中的領導者（猴王），是謝爾汗主要的僕人和線人。他和其他猴子也為老虎工作，並在森林裡面大肆破壞和刁難居住者。之後他藉由他知道的引誘毛克利離開，並告訴毛克利他知道某個地方可以學習更多男孩的類型。他和其他猴子聯手將毛克利帶到森林裡的一座寺廟裡，試圖吸引他到謝爾汗的魔掌中。他也戲弄了奇奇，當狼很冷酷的向他展開行動，他又和其他猴子打擾毛克利，之後他的小屋被謝爾汗破壞。他最後被毛克利、巴吉拉、巴魯和卡亞抓住，並警告他，要他拒絕任何謝爾汗給他的命令。
班圖（Bunto，配音員：若本規夫）
一隻壞狼，他以前本來是阿克拉的成員，原本是一隻好狼，但是在幾年前因為違反森林法則而被放逐，在那之後他非常傷心，之後他遇到了謝爾汗，為了復仇他因此開始變壞。他是某個集團的領導者，身邊還有兩個跟班和心腹。之後他在與毛克利的朋友和其他狼對抗戰鬥後，他被毛克利殺了。
達斯蒂（Dusty，配音員：梅津秀行）
與喬可一起和班圖結束關係的狼。兩人希望推翻阿克拉並自己成為隊伍裡的領導者，喬可的兒子。
喬可（Jocko）
與達斯蒂一起和班圖結束關係的狼。兩人希望推翻阿克拉並自己成為隊伍裡的領導者，達斯蒂的父親，不過他並不是很勇敢，有點膽小。
布爾迪歐（Buldeo，配音員：緒方賢一）
住在村子裡的另一位壞蛋，總是吹牛的說著他遇到的森林動物。當他告訴其他村民說的故事牽扯到老虎謝爾汗時，毛克利卻有不同的看法並想向他反駁，最後毛克利和謝爾汗一決勝負。在毛克利殺了謝爾汗後帶著老虎皮回到村子，他卻迫使其他村民相信毛克利是個巫師。當他試圖讓其他男人和男孩遠離毛克利時，他卻發現毛克利可以和他的動物朋友溝通，這時他就覺得毛克利使用的是巫術，並且與毛克利翻臉，除了收養毛克利的家庭外。後來當村子被動物襲擊時，布爾迪歐他打算向巴吉拉，蘇拉和阿克魯他們開槍。但後來毛克利拿到了他的來福槍對準他時，他請求毛克利不要傷害他，而毛克利立即就弄壞了來福槍來把他嚇得永遠離開了森林。在那之後布爾迪歐他就不再出現了，據說他可能留在森林或死在森林裡。
布爾迪歐的孫子（Buldeo's Grandson）
一個男孩，他和村裡的其他的男孩，對於毛克利這在村子裡的新孩子傳播森林男孩會某種巫術。他惡毒來自於他爺爺布爾迪歐，加入其他人和男孩們，在森林裡尋找，尤其是謝爾汗，還参與綁架伯吉、瑪麗、尼爾和梅蘇亞的行動。
阿布杜拉（Abdullah）
布爾迪歐一夥的一個村民，與李斯萬還有其他人追捕森林的動物。之後，他們綁走收養毛克利的人類家庭並然後包圍著村子。他最後一次出現，是動物來破壞村民的家時，他被水牛給趕跑了。
李斯萬（Riswan）
布爾迪歐的朋友和其他的男人在村子裡第二次包夾毛克利走的道路。他讓毛克利通過，然後邀請毛克利一些食物和飲料，並對毛克利說把過去發生的事情都一掃而空的話讓毛克利不疑有他。但是實際上是中了他的詭計，他在毛克利的飲料裡放了安眠藥然後他和其他兩個男子聯手把毛克利賣給馬戲團。
杜爾（Dholes）
入侵森林的一群紅狼。當他們進入伯吉的營地時毛克利首先遇到一群少數的他們。要驅走他們比需製造一些鍋碗瓢盆的噪音。在那之後，毛克利為了要擺脫大量的他們就把他們引誘到一個蜂箱那裡，然後被成群結隊的蜜蜂給趕走。為了要擺脫蜜蜂，他們跳到河裡並游泳找出路，之後被野狼打傷致死。
約翰·J·哈格瑞維斯（John J. Hargreaves）
英國白人，在孟買馬戲團的經營者李斯萬販售毛克利。毛克利實行他的逃生計畫，必須通過他還有他的兩隻獵犬，和它們戰鬥而爭取他的自由。

### 其他人物
阿克拉（Akela，配音員：藤本讓）
狼一族的長老。他是法米利昂的父親，也是拉拉的爺爺。他本來想從領導者的位置上引退的，但是後繼者亞歷山大死亡，兒子法米利昂因為在領導者的戰鬥中落敗而離開狼群，沒有辦法再擔任領導者的位置。在露莉成為後繼者建言後退讓。最後他在毛克利的看護下，靜靜的長眠了。
法米利昂（Vermillion，配音員：屋良有作）
亞歷山大的好朋友，他是拉拉的父親，阿克拉的兒子。他與亞歷山大有著相當的實力，但在決定領導者的戰鬥中受了傷，結果使他變成獨眼龍了，他以前也有和亞歷山大戰鬥來決定誰和露莉結婚。在他離開狼群後，他成為別的狼群的領導者。
巴卡斯（Bacchus，配音員：安西正弘）
一隻很胖而從來沒有徹底狩獵的狼。他比較多的時間都在當幼狼的褓姆。他比較常出現在前半部的系列裡，而他有的時候又很有幽默感。他之後被提到是在當每個人正在討論新領導者的時候。
法格斯（Fargas，配音員：槐柳二）
一隻被亞歷山大從野狗那裡獲救的老狼。他在偷了儲藏的食物後他就很少出現了。
琳達（Linda，配音員：渡邊菜生子）
一個有善心的英國女孩，並把年幼的巴吉拉作為自己的寵物。巴吉拉告訴毛克利關於他和她相遇的故事，並以倒敘的方式訴說。說她有愛不只是為了任何動物，尤其是對巴吉拉。她似乎能夠理解動物的一些想法。當琳達她拿餵貓的牛奶給巴吉拉時，她的父親卻試圖鞭打巴吉拉，為了阻止父親的作為，並使她父親改為鞭打她也一樣不從，她的方法就是要像擋箭牌一樣要保護巴吉拉。後來當她的父親面對她時而想拿槍射擊巴吉拉時，琳達她的出現來試圖保護他，並把巴吉拉從籠子裡放出來，要讓他向自由逃跑。當他逃跑安全時，琳達她卻被父親的槍射中使的槍聲中止，然而她後來的命運如何，就不知道了，因為巴吉拉不知道她之後到底後來是活著還是死了。
琳達的父親（Linda's Father，配音員：澤木郁也）
一個自私、惡毒還有商業頭腦般的賞金獵人，就只為了自己的利益。當他確定要巴吉拉作為他的獎勵品時，總是不停的想要得到他。但是經過幾次的嘗試，總是敗在他女兒琳達的身上，而他的目標不斷地被她干擾，直到她女兒犧牲了自己，被槍打中為止。
奇奇的母親（Kichi's Mother，配音員：伊倉一惠）
出現在奇奇的回憶裡，她被人類殺害。
巴魯的母親（Baloo's Mother，配音員：向殿麻美）
出現在巴魯的回憶裡，在巴魯小時候怎麼教導巴魯的，現已過世。
伯吉（Bougi，配音員：峰惠研）
梅蘇亞的外公，瑪麗的父親，他比他的外孫女梅蘇亞，女兒瑪麗和女婿尼爾還要早見到毛克利。他見到毛克利時是毛克利中了一個陷阱。而毛克利一開始不確定能不能信任他，因為所有的故事和人類的名譽和其他歷史與動物，但後來他接受了伯吉他的幫助，幫他治療並給他食物。他對毛克利是出自於一片真心。之後他被躲在背後的謝爾汗襲擊砍傷，但在毛克利和梅蘇亞的照顧下，他終於恢復了健康。
瑪麗（Mari）
梅蘇亞的母親，伯吉的女兒，尼爾的妻子。當家人第一次見到毛克利時，她錯以為毛克利是她的兒子，儘管事實上那不是真的是他兒子，但她仍然把毛克利當作是她的兒子，在那一瞬間，她希望他是她自己的。她寧可非常愛毛克利，也不會把他當成謝爾汗。
尼爾（Nil，配音員：島田敏）
梅蘇亞的父親，瑪麗的丈夫，伯吉的女婿。他和其他家庭成員一樣，立刻佔據了毛克利。當家人被綁架而被關的時候，毛克利救出了他們並幫助他們逃跑，其中一個方法當動物破壞村民的家時，他的動物朋友就拯救其他村民到另外一個城鎮。但在之後他們在艱苦跋涉的途中，尼爾他罹患了肺炎。
梅蘇亞（Meshua，配音員：矢島晶子）
在故事後期毛克利愛慕的一個人類女孩。她有一隻寵物貓鼬名叫李奇·蒂奇（Rikki Tikki），在「森林王子」的短篇故事的其中一個就是關於李奇·蒂奇·塔維（Rikki Tikki Tavi）的榮譽。男孩說她來自於狼群，而當她的外公發伯吉現毛克利時，說這個男孩讓他想起死去的孫子。當毛克利選擇留在森林裡時，卻在之後遇到他的人類朋友，讓梅蘇亞與他在一起。梅蘇亞她的家人願意讓毛克利住進他們家，做他們的新兒子，因為他們另外一個兒子死了。
齊爾（Chil，配音員：澤木郁也）
一隻隼或是鷲擔任阿克拉隊伍和偉大的大象哈蒂的使者。
哈蒂（Hathi，配音員：鄉里大輔）
最偉大的大象，統治著整個西奧尼森林。
桑達（Sandah，配音員：大塚明夫）
一隻在法米利昂隊伍裡的年輕公狼。他討厭人類是因為他們殺死了他的妹妹杜莉亞（Dulia），所以很討厭身為人類的毛克利。但最後和毛克利和解，既使他離開了法米利昂和他的隊伍，他和毛克利的分享就像同志一樣。他似乎是個中尉或是法米利昂底下第二名的狼。某些翻譯把他描寫成女性。
瑪琪（Maki）
一隻母狼，她是阿克魯的夥伴。她是一個偉大的歌手，還有一點，她把看過的歌教給阿克魯。她是一個次要角色，而且到後期才出現。
莎莉（Sally，配音員：佐佐木優子）
塔（Tha，配音員：廣瀨正志）
哈蒂的一個部下。
羅格（Log，配音員：吉村傭）

## 與原作的差異性
- 毛克利的雙親（原作：父親是樵夫、母親不明 動畫：雙親都是學者。在第1話死亡）
- 狼爸爸、狼媽媽（原作：雙方在故事中的時候死亡 動畫：狼爸爸在故事一開始的時候死亡，狼媽媽在最終話還活著）
- 狼媽媽的名字（原作：拉克莎 動畫：露莉）
- 梅蘇亞的年齡（原作：有兒子的母親 動畫：少女）
- 李奇登場（在原作「少年毛克利的故事」是沒關係的，貓鼬是主角的「李奇·蒂奇·塔維」，住在白令海的海豹是主角的「白海豹」，像使者的少年湯瑪伊是主角的「大象湯瑪伊」，鱷魚是主角的「The Undertakers」、北極的雪橇犬是主角的「Quiquern」等在「森林王子」裡被收入著，這隻貓鼬李奇出現在動畫裡算是有情演出）

## 主題歌
- 片頭曲「GET UP/相信愛」(第1話~第52話)
  - 作詞：松本一起、作曲：有澤孝紀、編曲：高田弘、歌：五十嵐壽也
- 片尾曲「地球之子」(第1話~第52話)
  - 作詞：松本一起、作曲：有澤孝紀、編曲：高田弘、歌：橋本潮

## 標題播映表
| 話數 | 日本副標題                        | 中文副標題                         | 播映日         |
| ---- | --------------------------------- | ---------------------------------- | -------------- |
| 1    | ジャングルの仲間                  | 森林的夥伴                         | 1989年10月9日  |
| 2    | 狼少年モーグリ誕生                | 狼少年毛克利誕生                   | 1989年10月9日  |
| 3    | 狼王アレキサンダー                | 狼王亞歷山大                       | 1989年10月16日 |
| 4    | ジャングルの掟                    | 森林法則                           | 1989年10月23日 |
| 5    | 流れついたかわいい奴              | 漂流的可愛傢伙                     | 1989年10月30日 |
| 6    | 一人ぼっちのキチ                  | 孤獨一人的奇奇                     | 1989年11月6日  |
| 7    | 冷たい牙                          | 冰冷的獠牙                         | 1989年11月13日 |
| 8    | ごめんね、バルゥ                  | 對不起，巴魯                       | 1989年11月20日 |
| 9    | 掟より大切なもの                  | 比法則還重要的東西                 | 1989年11月27日 |
| 10   | 訪ねて来た一匹狼                  | 來訪的一匹狼                       | 1989年12月4日  |
| 11   | 心の中に住む魔物                  | 住在心中的魔物                     | 1989年12月11日 |
| 12   | 死闘!人喰い虎・激流から脱出       | 死鬥！食人虎·從激流中脫逃          | 1989年12月18日 |
| 13   | 残酷!高原にとどろく悪魔の銃声     | 殘酷！高原上轟炸的惡魔槍聲         | 1989年12月25日 |
| 14   | 危ない!モーグリ・呪われた街の恐怖 | 危險啊！毛克利·被詛咒的城鎮的恐怖  | 1990年1月8日   |
| 15   | 狼を超えろ!人間を超えろ           | 超過狼！超過人類                   | 1990年1月15日  |
| 16   | 憎しみと孤独と傷ついた心          | 憎恨與孤獨與受傷的心               | 1990年1月22日  |
| 17   | さよなら、かあさん                | 再見了！媽媽                       | 1990年1月29日  |
| 18   | モーグリを抱いた男                | 抱住毛克利的男子                   | 1990年2月5日   |
| 19   | 帰ろう、自由と仲間のいる森へ      | 回去吧！前往自由與夥伴在的森林     | 1990年2月12日  |
| 20   | 新しいねぐら                      | 新棲息地                           | 1990年2月19日  |
| 21   | 水辺の休戦                        | 水邊的停戰                         | 1990年2月26日  |
| 22   | 平和な森の伝説                    | 和平的森林傳說                     | 1990年3月5日   |
| 23   | 飛べブーメラン!風を切れ!          | 飛吧！迴旋鏢！把風切開             | 1990年3月12日  |
| 24   | 大人への旅立ち                    | 踏上通往大人的旅程                 | 1990年3月19日  |
| 25   | はぐれ狼ブントの逆襲              | 流浪的狼班圖的反擊                 | 1990年3月26日  |
| 26   | シオニーの森に平和を!             | 和平在西奧尼的森林                 | 1990年4月2日   |
| 27   | リーダーがいない!                 | 領導者不在！                       | 1990年4月9日   |
| 28   | かあさんの決意                    | 媽媽的決心                         | 1990年4月16日  |
| 29   | 悪いやつを探せ                    | 尋找壞傢伙                         | 1990年4月23日  |
| 30   | みんなで勝利の歌を                | 全體勝利之歌                       | 1990年4月30日  |
| 31   | 新しいボスの誕生                  | 新首領誕生                         | 1990年5月7日   |
| 32   | 花を摘む少女メシュア              | 摘花少女梅蘇亞                     | 1990年5月14日  |
| 33   | 人喰い虎シア・カーンの標的        | 食人虎謝爾汗的目標                 | 1990年5月21日  |
| 34   | 絶体絶命!少女メシュアを救え       | 窮途末路！拯救少女梅蘇亞           | 1990年5月28日  |
| 35   | 人間が知りたい!                   | 想知道人類                         | 1990年6月4日   |
| 36   | ほらふきブルディオ                | 吹牛的布爾迪歐                     | 1990年6月11日  |
| 37   | 戦いの前の涙                      | 戰鬥前的眼淚                       | 1990年6月18日  |
| 38   | 決戦!宿敵シア・カーンを倒せ       | 決戰！打倒宿敵謝爾汗               | 1990年6月25日  |
| 39   | さよならメシュア                  | 再見了！梅蘇亞                     | 1990年7月2日   |
| 40   | 殺し屋集団・赤犬ドールが来た!     | 殺手集團·紅狼杜爾來了！            | 1990年7月9日   |
| 41   | 死の谷を駆け抜けろ!               | 趕緊通過死亡谷                     | 1990年7月30日  |
| 42   | あの少女に逢いたい                | 想見那個少女                       | 1990年8月13日  |
| 43   | 走れ!モーグリ・人間狩りを許すな!  | 快跑吧！毛克利·不允許人類狩獵      | 1990年8月20日  |
| 44   | 闇夜に鳴り響くホラ貝と鐘の音      | 闇夜的鳴響法螺與鐘聲               | 1990年8月27日  |
| 45   | 森からの大逆襲!最後の勝利者は?    | 來自森林的大反擊！最後的勝利者是？ | 1990年9月3日   |
| 46   | 熱い思いを胸に、町へ              | 以胸中的熱情前往城鎮               | 1990年9月10日  |
| 47   | オリからの脱出大作戦              | 從籠子逃脫大作戰                   | 1990年9月24日  |
| 48   | ロープが切れる!ララの子が危ない   | 切斷繩子！拉拉的孩子危險啊！       | 1990年10月1日  |
| 49   | 勇者よ静かに眠れ                  | 勇者啊！安靜的睡著                 | 1990年10月8日  |
| 50   | 200回目の着替えと秘密の踊り       | 第200次換衣服與秘密的舞蹈          | 1990年10月15日 |
| 51   | メシュアに逢えた                  | 遇見梅蘇亞了                       | 1990年10月22日 |
| 52   | 別れの歌が響く                    | 離別之歌響徹雲霄                   | 1990年10月29日 |

## 相關商品
- VHS「森林王子 少年毛克利」Vol.1～Vol.9
- DVD「森林王子 少年毛克利」BOX1（銷售代理：i-cf內容事業部/發售：哥倫比亞音樂娛樂）BOX插圖：關修一
- DVD「森林王子 少年毛克利」BOX2（銷售代理：i-cf內容事業部/發售：哥倫比亞音樂娛樂）BOX插圖：關修一

## 相關項目
- 森林王子 (小說)
- 森林王子

## 外部連結
- （日語） ジャングルブック 少年モーグリ
- （德文） 森林王子 少年毛克利介紹網站 （页面存档备份，存于）

| 東京電視台 星期一19:00節目 | 東京電視台 星期一19:00節目                             | 東京電視台 星期一19:00節目 |
| -------------------------- | ------------------------------------------------------ | -------------------------- |
|                            | 森林王子 少年毛克利 （1989年10月9日 - 1990年10月29日） |                            |
| 救難小福星                 | 七海遊龍                                               |                            |